# Benoît Fourneyron
 (septembre 2017).
Pour les articles homonymes, voir Fourneyron.
Benoît Fourneyron, né le 1er novembre 1802 à Saint-Étienne et mort le 8 juillet 1867 à Paris, est un inventeur et un industriel français dont la renommée est due à l'invention de la turbine hydraulique et à celle de la conduite forcée.

## Biographie

### Un brillant élève de l'École des Mines de Saint-Étienne
Fils d'un géomètre stéphanois, ses camarades d'études disaient de lui qu'il « était né dans une boussole et savait lever les plans en venant au monde ». Élève à neuf ans du collège de Saint-Étienne, il y montre déjà une préférence pour les sciences exactes. Admis à l'école des Mineurs — actuelle École nationale supérieure des mines de Saint-Étienne — avant d'avoir atteint l'âge légal de 15 ans en raison de ses capacités, il supplée le professeur de mathématiques, Claude Burdin, en son absence et emmène ses camarades lorsque son père le charge de lever des plans de mines. Il a comme professeurs Pierre Michel Moisson-Desroches, Louis-Antoine Beaunier et Louis de Gallois. Il participe aux essais sur modèle réduit de la ligne Saint-Étienne - Andrézieux.
Il sort en 1819 second de la première promotion de l'école des Mines de Saint-Étienne. Le directeur de l'école, Louis-Antoine Beaunier, l'envoie faire ses classes d'ingénieur aux mines du Creusot, puis dans le bassin d'Alès (1820).
Il est directeur adjoint de la Compagnie départementale du Haut-Rhin pour la recherche de houille de 1822 à 1824.

### La turbine et la raison

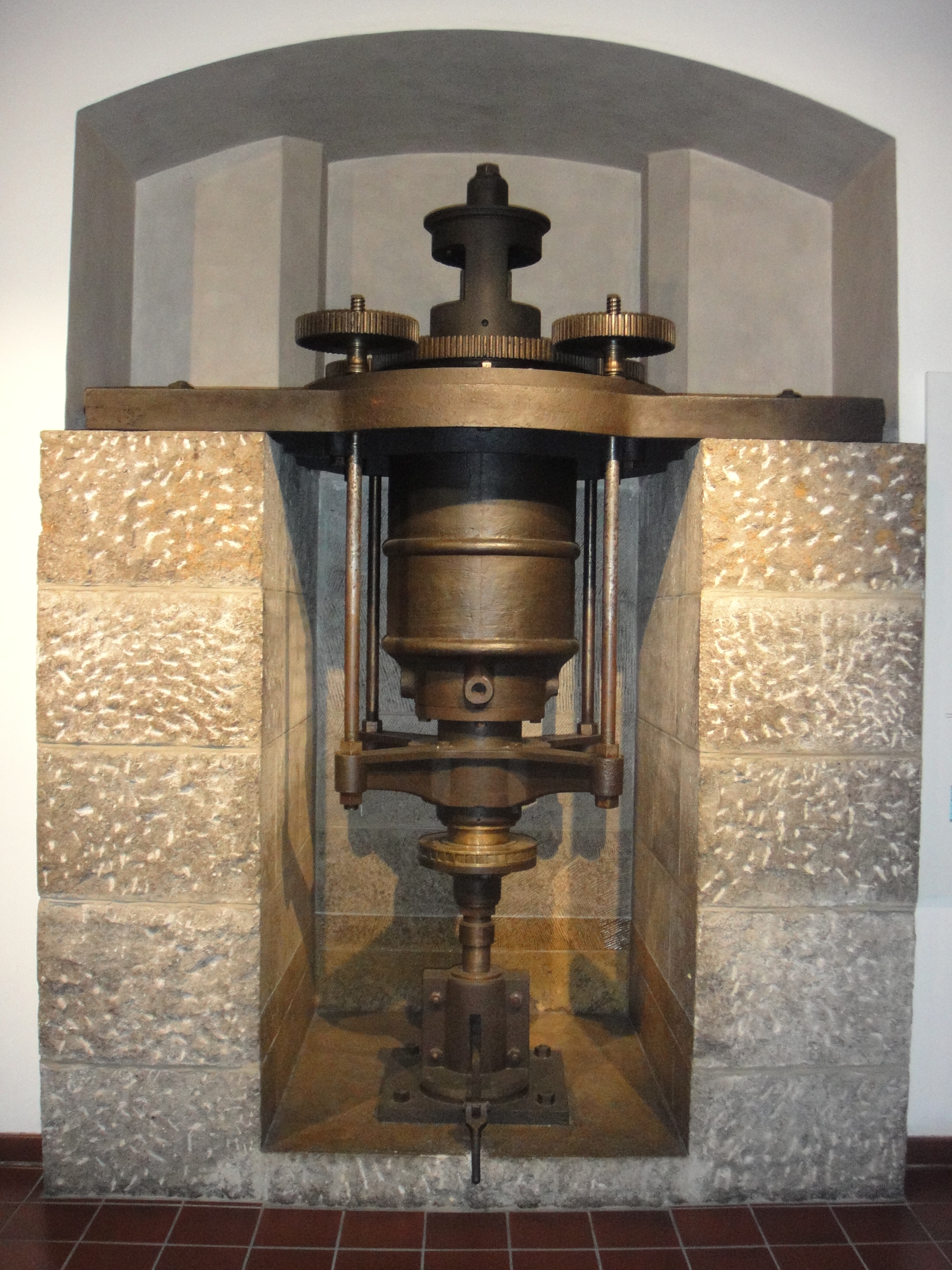
La turbine de Fourneyron.

En 1821, la société des forges de Pourtalès le charge de développer, à Pont-sur-l'Ognon, la fabrication de la tôle et du fer-blanc par la méthode anglaise : les laminoirs y sont installés en moins de onze mois. Ces usines utilisent la houille de Gémonval pour la fonte des métaux et recevaient leur force de roues hydrauliques au rendement médiocre. À l'école des Mines, Fourneyron avait été l'élève de Burdin, qui s'était efforcé de réaliser ce qu'il appelait des turbines, c’est-à-dire des roues hydrauliques immergées tournant autour d'un axe horizontal, vertical ou incliné en produisant le maximum d'effet de l'eau. Fourneyron réussit à inventer la « turbine à pression universelle et continue » qui porte son nom. Un maître de forges franc-comtois, F. Caron, assure le succès du nouveau procédé en commandant les deux premières turbines pour les forges de Fraisans (Jura), alors propriété de la famille Caron. En 1832, Fourneyron prend un brevet pour sa roue. C'est la gloire : l'Académie des sciences le couronne en 1834, l'exposition de 1839 lui décerne une médaille d'or, et le roi lui accorde la Légion d'honneur.
Vers 1827, il fixe d'abord son bureau d'études à Besançon puis en 1836, à Niederbronn, sans doute pour le compte des usines Dietrich, et enfin en 1838 à Paris, rue de Trévise. Il part installer des turbines à Augsbourg, est reçu avec tous les honneurs à Munich, rencontre Metternich à Vienne, monte des filatures à Trieste, Venise et Milan. En 1850, il décide de créer sa propre usine pour faire des expériences et construire des machines, des moteurs hydrauliques ou des machines à vapeur et choisit la ville du Chambon-Feugerolles pour s'installer. Il aménage la chute d'eau sur les bords de la Valchérie en laboratoire d'essais puis adjoint une petite fonderie et un atelier d'usinage. Il confie l'usine à ses deux neveux.
Ses turbines rendent son nom célèbre de la Russie au Mexique. S'il échoue en 1843 dans sa tentative de se faire élire à l'Académie des sciences, l'Académie de Boston en fait l'un de ses membres correspondants en 1846. Ses turbines perfectionnées lui valent une médaille d'honneur à l'Exposition universelle de 1855.
D'esprit libéral, marqué par le saint-simonisme, Fourneyron se rallie à la république après la révolution de février. En 1848, il est élu député de la Loire. En revanche, il ne réussit pas à se faire élire contre le candidat officiel en 1863.
À l'exposition de 1867, il est nommé membre du jury et classé hors concours mais, malade, il abandonne ses fonctions et meurt peu après. Il laisse divers legs aux pauvres.

### Hommages

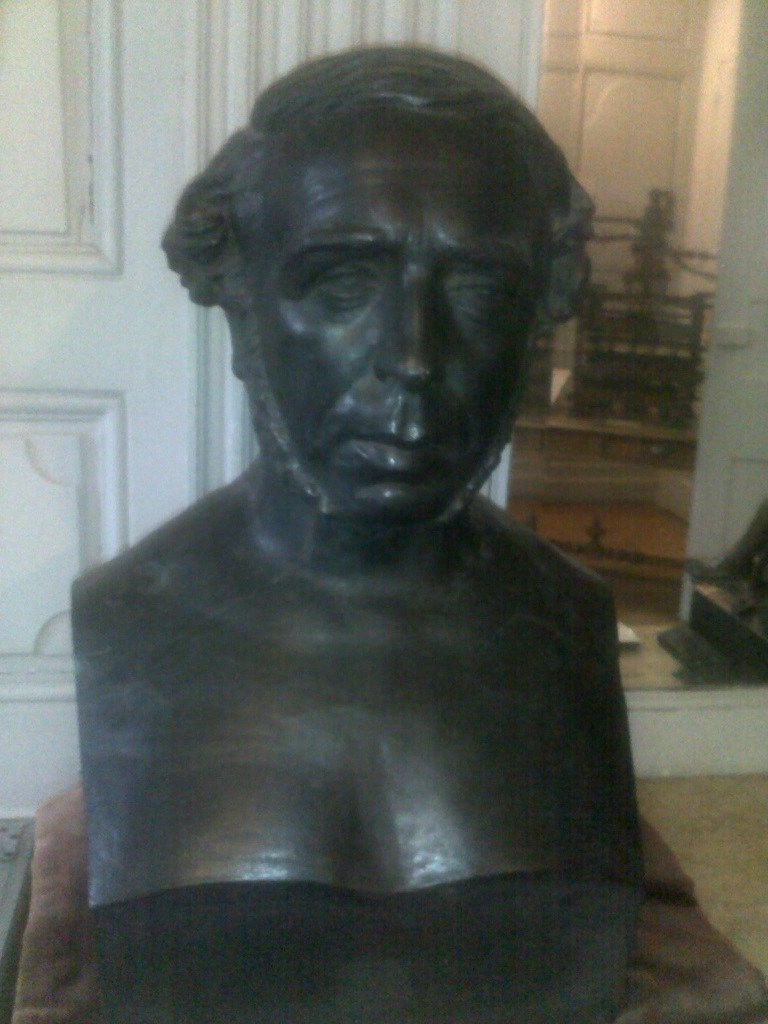
Buste de Benoît Fourneyron (1802-1867), Musée d'art et d'industrie de Saint-Etienne, en dépôt au Musée du Vieux Saint-Etienne.

Pour lui rendre hommage, sa ville natale donne son nom à :
- une place de Saint-Étienne ;
- un lycée d'enseignement technique de la ville.

Son nom est également inscrit sur la façade principale de l’École des Mines de Saint-Étienne.
À Paris, il y a également une rue Fourneyron, adjacente à la rue Brochant, contre le marché des Batignolles, dans le 17e arrondissement.
Des rues portent aussi le nom de Benoît Fourneyron à Perpignan, Carcassonne et Liévin, entre autres.